# Conure jandaya
Aratinga jandaya
Espèce
Statut de conservation UICN

 LC  : Préoccupation mineure
Statut CITES
La Conure jandaya (Aratinga jandaya) est une espèce d'oiseaux sud-américaine de taille moyenne de la famille des Psittacidae.

## Caractéristiques
Cette espèce est celle du genre Aratinga présentant le plumage le plus multicolore puisque sa tête et sa poitrine sont jaunes avec un masque facial orange vif, ses ailes, son dos et sa queue sont verts, tout comme les rémiges présentant des extrémités bleues et noires. Les parties inférieures du corps présentent un mélange de jaune et de vert clair.
Les cercles oculaires sont blancs, les iris marron, le bec et les pattes noires.
Les jeunes ont une coloration verte plus terne avec la poitrine et le ventre rouge orangé.
Son cri est très puissant aigu, et court.
Cette espèce mesure près de 30 cm.

## Écologie et comportement
La conure Jandaya est très sociable et vit en bande. C'est un oiseau aussi bruyant que la  conure soleil.

### Alimentation
Elle se nourrit à 90 % de fruits.

### Reproduction

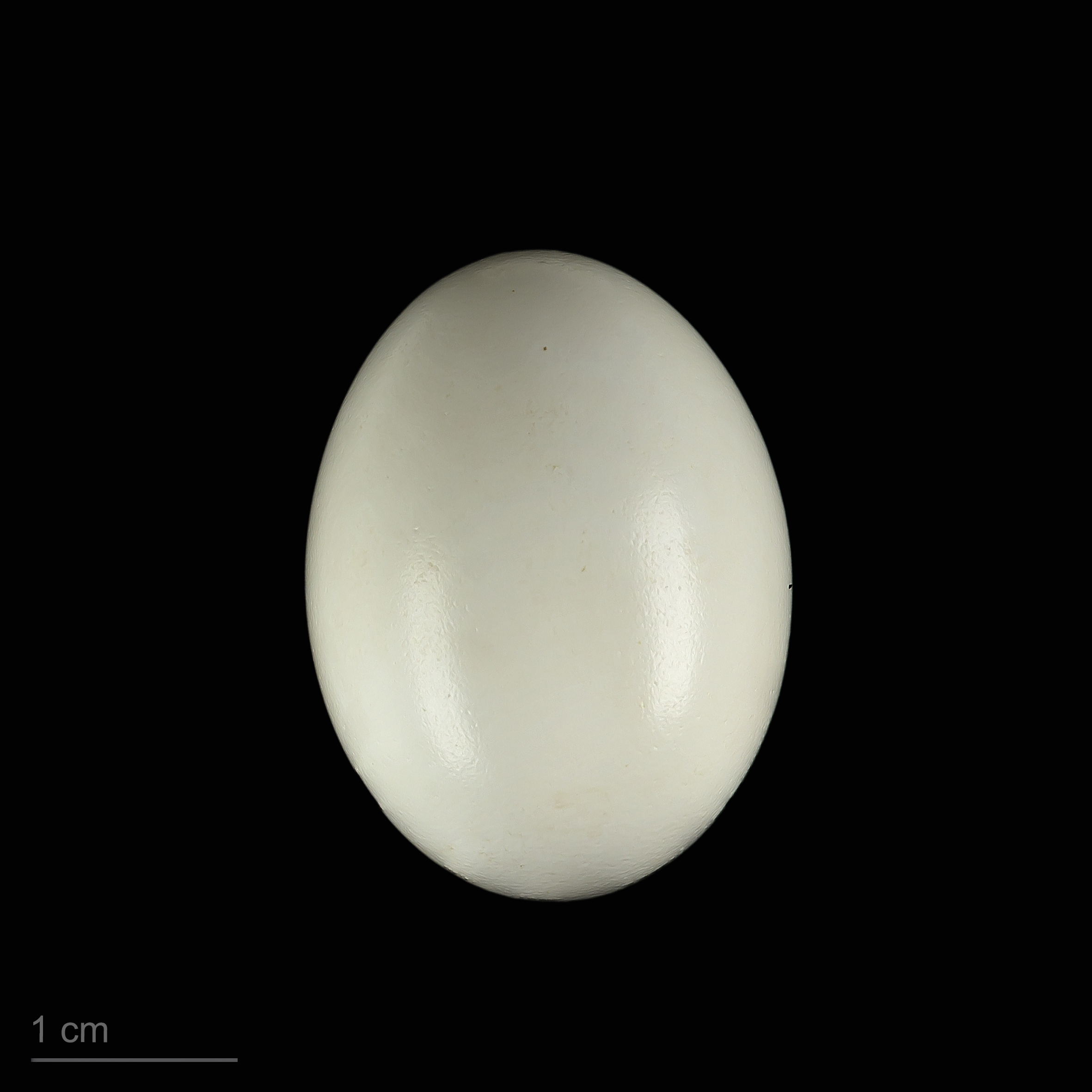
Œufs de Aratinga jandaya - Muséum de Toulouse

La maturité sexuelle de cette espèce commence vers l'âge de 2 ans. Le nid devra avoir les dimensions suivantes, 60cm de haut pour 30cm de diamètre, il sera posé en hauteur et aura un trou d'envol de 8 cm de diamètre. Elles se reproduisent de Mars à Juillet.

La femelle pond en général 4-5 œufs blancs (28x22mm), chacun à des intervalles de 3-4 jour. L'incubation dure 26 à 28 jours et les jeunes quittent le nid après 7-8 semaines.

## Habitat et répartition
La Conure jandaya est un oiseau qui possède une aire de répartition très étendue, dans toute la région nord-est du Brésil, dans les États de Piaui, Maranhao, Tocantins et Ceara, ainsi que dans certaines parties du Pará.. Cet oiseau habite principalement les forêts de feuillus, mais peut aussi vivre dans les villes et près des aménagements humains.